# میدان نفتی بهرگانسر
میدان نفتی بهرگانسر، در شمال استان بوشهر در حد فاصل بندر گناوه به بندر دیلم (۴۰ کیلومتری شمال غربی گناوه و ۲۸ کیلومتری بندر دیلم)، در منطقه بهرگان قرار دارد. 
میدان نفتی بهرگانسر دارای نفت خام با درجه‌ای.پی.آی ۲۷ است و نفت خام این میدان نفتی را می‌توان، در شمار نفت خام‌های سنگین قرار داد. 
نفت تولیدی میدان نفتی بهرگانسر پس از یک مرحله گاز زدایی، آب زدایی و نمک زدایی از طریق خط لوله ۱۶ اینچی، به طول ۵۶ کیلومتر به منطقه خشکی بهرگانسر هدایت و از این منطقه آماده ارسال می‌شود.

## تاریخچه
منطقه بهرگانسر قدیمی‌ترین منطقه نفتی دریایی ایران به شمار می‌آید. اولین چاه اکتشافی این میدان در سال ۱۳۳۸ حفر شد و میدان نفتی بهرگانسر در سال ۱۳۴۰ به عنوان اولین میدان نفتی دریائی خلیج فارس با مشارکت شرکت آجیپ ایتالیا کشف شد و بهره برداری از آن از سال ۱۳۴۱ آغاز گردید. 
با توجه به صدمات ناشی از جنگ ایران و عراق همچنین گذشت عمر مفید، نیاز به بازسازی کامل داشت. بنابراین شرکت ملی نفت ایران در راستای بازسازی سکوی مزبور، ساخت و طراحی آن را، به شرکت‌های پیمانکاری و مشاور واگذار نمود.

## توسعه میدان نفتی بهرگانسر
میدان نفتی بهرگانسر در محدوده مسئولیت شرکت نفت فلات قاره ایران قرار دارد. این میدان با هدف افزایش تولید نفت خام به‌طور عمده، نوسازی و به روز شده‌است. 
تأسیسات قدیمی میدان نفتی بهرگانسر برای تولید حدود ۳۰ هزار بشکه در روز طراحی شده بود و با نصب تأسیسات جدید این میدان، تولید «بهرگانسر» به بیش از ۶۰ هزار بشکه افزایش یافت. توسعه این میدان نفتی، از سال ۱۳۷۳ آغاز شد که پس از مدتی توقف، اجرا به دلیل همزمانی و فشردگی عملیات اجرایی با پروژه ابوذر، عملیات با ۲۰% درصد پیشرفت مجموع پروژه از سال ۱۳۸۱ از سر گرفته شد و در سال ۱۳۹۰ بپایان رسید. 
در میدان نفتی بهرگانسر مخزنی با احتمال وجود گاز وجود دارد که اداره اکتشاف و مهندسی مخازن فلات قاره، بررسی آن را به عهده دارد.

## سکوهای میدان نفتی بهرگانسر
در میدان نفتی بهرگانسر، سه سکو با قابلیت حفر چهار حلقه چاه در اطراف آن وجود دارد و در مجموع می‌توان ۱۰ حلقه چاه در آن حفر کرد. مجموع وزن پایه‌ها و سکوهای میدان نفتی بهرگانسر هفت هزار تن، وزن سکوی تولید ( (PPاین میدان دو هزار و ۵۰۰تن و وزن سکوی اسکان ( (LQهزار و ۵۰۰تن و بقیه وزن این سکو به پایه‌ها، شمع‌ها، متعلقات و پایه‌های سکوهای سرچاهی اختصاص دارد. 
فاصله مجموع بخش دریایی تا منطقه بهرگانسر حدود ۵۵ کیلومتر است. عملیات انتقال نفت خام از سکوها به خشکی از طریق خط لوله ۱۶ اینچی صورت می‌گیرد. 

## بازسازی سکوهای میدان نفتی بهرگانسر
هدف از بازسازی سکوهای میدان نفتی بهرگانسر، ساخت و بارگیری سکوهای تولید و اسکان، افزایش ظرفیت تولید نفت خام، ایمن سازی، بهینه سازی عملیات و بالابردن کیفیت نفت خام است. 
عملیات بازسازی سکوهای میدان نفتی بهرگانسر به عنوان قدیمی‌ترین منطقه نفتی دریایی از سال ۱۳۸۱ آغاز شد و اوایل سال ۱۳۸۴ عملیات در بخش دریا به پایان رسید.
با نصب سکوهای جدید در کنار سکوهای قدیمی، نفت تولیدی از طریق خط لوله ۱۶ اینچ به کارخانه فرآورش منتقل می‌شود. 

## حملات در دوران جنگ
سکوی بهره‌برداری بهرگانسر در چهار نوبت مورد حمله هواپیماهای عراق قرار گرفت که بر اثر این حملات، خسارات زیادی به سکوی بهره‌برداری، سکوی حفاری و سکوی مسکونی وارد آمد. تأسیسات مسکونی و بهره‌برداری بهرگانسر بر اثر این حملات ۱۰۰ درصد خسارت دید.
- سکوی چاه‌های (۱)، (۲) و (۳) در تاریخ ۱۳۶۲.۴.۱۶ مورد حمله قرار گرفت و ۱۰۰ درصد آسیب دید .
- چاه شماره (۷) بهرگانسر در تاریخ ۱۳۶۲.۴.۱۶ هدف حمله قرار گرفت. 
- سکوی چاه شماره (۵) بهرگانسر در تاریخ ۱۳۶۲.۴.۱۶ مورد اصابت موشک قرار گرفت و تاج سرچاهی (Christmas tree) چاه جدا شد و به دریا سقوط کرد، همچنین سکوی فوقانی چاه آسیب دید و تخریب شد. 
- سکوی چاه شماره (۶) بهرگانسر در تاریخ ۱۳۶۴.۸.۱ مورد اصابت موشک قرار گرفت .